# Ramón Guillermo Aveledo
Ramón Guillermo Aveledo (Barquisimeto, 22 de agosto de 1950) es un abogado y político venezolano. Fue el Secretario Ejecutivo de la Mesa de la Unidad Democrática.

## Trayectoria
Aveledo es Doctor en Ciencia Política con diplomados en Gerencia, Literatura Inglesa y Técnica Legislativa. Profesor de Postgrado en la Universidad Metropolitana, donde coordinó por diez años la Especialización en Gerencia Pública, y en la Maestría en Derecho Constitucional de la Universidad Católica Andrés Bello. Autor de veintiséis libros de temas políticos, históricos y jurídicos.
Fue miembro de la Juventud Revolucionaria Copeyana. Luego de ser dos veces diputado suplente y tres veces diputado por Lara al Congreso de la República de Venezuela, institución en la cual fue dos años presidente de la Cámara de Diputados tras ocupar la jefatura de la bancada socialcristiana. Secretario Privado del Presidente de la República (1979-83) y Presidente de Venezolana de Televisión (1983-84). Entre 2001 y 2007 fue Presidente de la Liga Venezolana de Béisbol Profesional. Ha sido directivo de empresas públicas y privadas. 
Fue Secretario Ejecutivo de la Mesa de la Unidad Democrática, cuya formación promovió, desde marzo de 2009 hasta el 30 de julio de 2014, fecha en que presentó su renuncia al cargo. A partir de diciembre de 2010, se desempeña como Presidente del Instituto de Estudios Parlamentarios Fermín Toro. Fue elegido miembro de número de la Academia de Ciencias Políticas y Sociales en sesión ordinaria del 17 de julio de 2018, donde ocupará el sillón número 15.

## Obras
- 1981 - Militancia Humanista
- 1982 - Hacer historia
- 1987 - Protesta y esperanza
- 1992 - Cuaderno Venezolano para viajar (Leer) con los hijos.
- 1995 - El cambio, con razón: lo viejo, lo nuevo y lo distinto en la política venezolana
- 1995 - Venezuela reclama responsabilidad
- 1996 - Populismo, Sifrinismo & Economía humana
- 1997 - El Trabajo Parlamentario
- 1997 - Empleado de la gente
- 1999 - Defensa del futuro libre
- 2000 - Churchill: Vida Parlamentaria
- 2000 - La alternativa civil: la constituyente de 1999 y otros temas de política y derecho
- 2002 - Humanismo Cristiano y Parlamento
- 2002 - ¿Qué es la Política?
- 2003 - Gente, historias y cuentos de Barquisimeto y Lara
- 2005 - Parlamento y Democracia
- 2007 - El Poder Político en Venezuela
- 2007 - La 4.ª República: la virtud y el pecado
- 2008 - El Dictador: Anatomía de la Tiranía
- 2009 - La Libertad, temas de conciencia y práctica
- 2011 - Luis Herrera Campins (Biblioteca Biográfica Venezolana)
- 2012 - El Llanero Solidario. Verdades ignoradas sobre Luis Herrera Campins y su tiempo
- 2014 - Curso de Derecho Parlamentario
- 2014 - Al Servicio de la Unidad
- 2015 - Contra La Corriente
- 2016 - Es Justo. Propiedad de la Tierra, Justicia Social y Progreso
- 2016 - Juicio Político en sede parlamentaria. A partir del caso de Dilma Rousseff en 2016
- 2019 - El Senado, experiencia comparada y utilidad para la democracia en Venezuela